# Heinrich Stanislaus Art’l
Heinrich Stanislaus Art’l (* 13. November 1853 in Königshütte; † 16. März 1924 in Dessau) war ein deutscher Politiker, Dichter und Zeitungsverleger.

## Leben

### Karriere
Art’l studierte in Breslau Naturwissenschaften und widmete sich dann einem Ingenieursfach an den technischen Hochschulen in Dresden und Berlin. Später arbeitete er als Ingenieur in Breslau und Russland. In den 1880er Jahren zog Art’l nach Dessau, wo er 1882 die unabhängige, liberale Tageszeitung „Tageblatt“ mitbegründete. Art’l engagierte sich als einer der führenden Persönlichkeiten der Freisinnigen Partei in Anhalt und war von 1897 bis 1918 Mitglied des Landtages des Herzogtum Anhalt. Bis 1918 wurde er Redakteur und Inhaber des Tageblatts. Auch wurde er Leiter der verlagseigenen Druckerei. 1918 wurde die Zeitung geschlossen. Art’l wirkte auch als Dichter.

## Publikationen
- „Richard Roesicke. Sein Leben und Wirken dem Volke dargestellt“, 1904
- „Allerlei vom Rathaus zu Dessau“, 1902